# Manátuszfélék
A manátuszfélék (manátifélék, Trichechidae) az emlősök (Mammalia) osztályába sorolt tengeri tehenek (Sirenia) rendjének egyik családja. Nem tévesztendők össze a másik családba tartozó dugonggal (Dugong dugong).
A manátusz dél-amerikai eredetű szó, manati a karib indiánok nyelvén annyit tesz: „emlő”. Magyarul a manátusz, manatusz, manáti, lamantin alakok is használatosak, emellett tengeri tehénnek, illetve (régiesen) szirénnek is nevezik őket.

## Származásuk, elterjedésük
Ismert taxonjaik többsége kihalt. A mai fajok Afrika, illetve főleg Amerika trópusi vizeiben élnek.
A manátuszok és dugongok legközelebbi ma élő rokonai az elefántfélék (Elephantidae).

## Megjelenésük, felépítésük
Hosszuk elérheti a 4 m-t, testtömegük az 1,5 t-t.
Testük hengeres, csaknem egészen csupasz, csak itt-ott viselnek szétszórt sertéket. Bőrükön gyakorta algák telepszenek meg.
19–20 hát- és 22–24 farkcsigolyájuk, 17 pár bordájuk van. Az emlősök közt szinte egyedülálló módon csak hat (tehát nem hét) nyakcsigolyájuk van.
Hatalmas tüdejük csaknem a teljes testükön végighúzódik, ezért akár húsz percig is kibírják levegővétel nélkül.
Farkúszójuk vége kerekített. Mellső úszójukon 1–4 elcsökevényesedett, lapos körmöt viselnek.
Közös származásuk okán fogazatuk az elefántfélékével rokon. Embrióiknak még vannak metszőfogai és előzápfogai, ezek azonban még a borjak születése előtt felszívódnak, szemfogaik nincsenek. Mindkét oldalon 5–8 zápfoguk van. Ezek időnként cserélődnek, mert a vízinövények az állatok szájába kerülő homok gyorsan koptatja őket. Az elhasználtak fogakat hátul újonnan növők pótolják úgy, hogy folyamatosan előre tolódnak.
Felső ajkukon egy mély bevágás az ajkat jobb és bal félre osztja. A két fél egymástól függetlenül is mozoghat és az állat ezekkel az elefántok ormányához hasonlóan használt fogószervekkel ragadja meg a vízinövényeket.

## Életmódjuk, élőhelyük
A törpe manátusz édesvízi. A karibi és az afrikai manátusz a folyókban és a tengerek parti vizeiben is megtalálható, a másik két faj folyóvízi. Hidegebb időkben nagy csapatokba verődve a környezetüknél melegebb vizekben (hőforrások körül, erőművek hűtőtavaiban stb.) gyűlnek össze.
Növényevők; a karibi manátusz fő tápláléka a tengeri fű.
Általában lassan úsznak, de legnagyobb sebességük (rövid távon) elérheti a 30 km/h-t.
Vemhességük közel egy évig tart; utána az anya még 1–1,5 évig gondozza kicsinyét.

## Gazdasági jelentőségük
Húsukért, zsírjukért és bőrükért korábban intenzíven vadászták őket.

## Természetvédelmi helyzetük
Mivel a vadászok ellen egyáltalán nem tudnak védekezni, egyedszámuk már a 19. századra vészesen lecsökkent. A karibi manátusz Floridában már 1893 óta védett; ennek köszönhetően egyedszáma egy évszázad alatt a hatszorosára (ezerről hatezer példányra) nőtt.

## Rendszertani felosztásuk
- †Miosireninae alcsalád
  - †Anomotherium
    - †Anomotherium langewieschei

  - †Miosiren
    - †Miosiren canhami
    - †Miosiren kocki

- Trichechinae alcsalád
  - †Potamosiren
    - †Potamosiren magdalenensis

  - Trichechus
    - törpemanátusz (Trichechus bernhardi)
    - dél-amerikai manátusz (amazonaszi manátusz, Trichechus inunguis)
    - karibi manátusz (Trichechus manatus)
    - afrikai manátusz (Trichechus senegalensis)

  - †Ribodon
    - †Ribodon limbatus